# Räuchermann

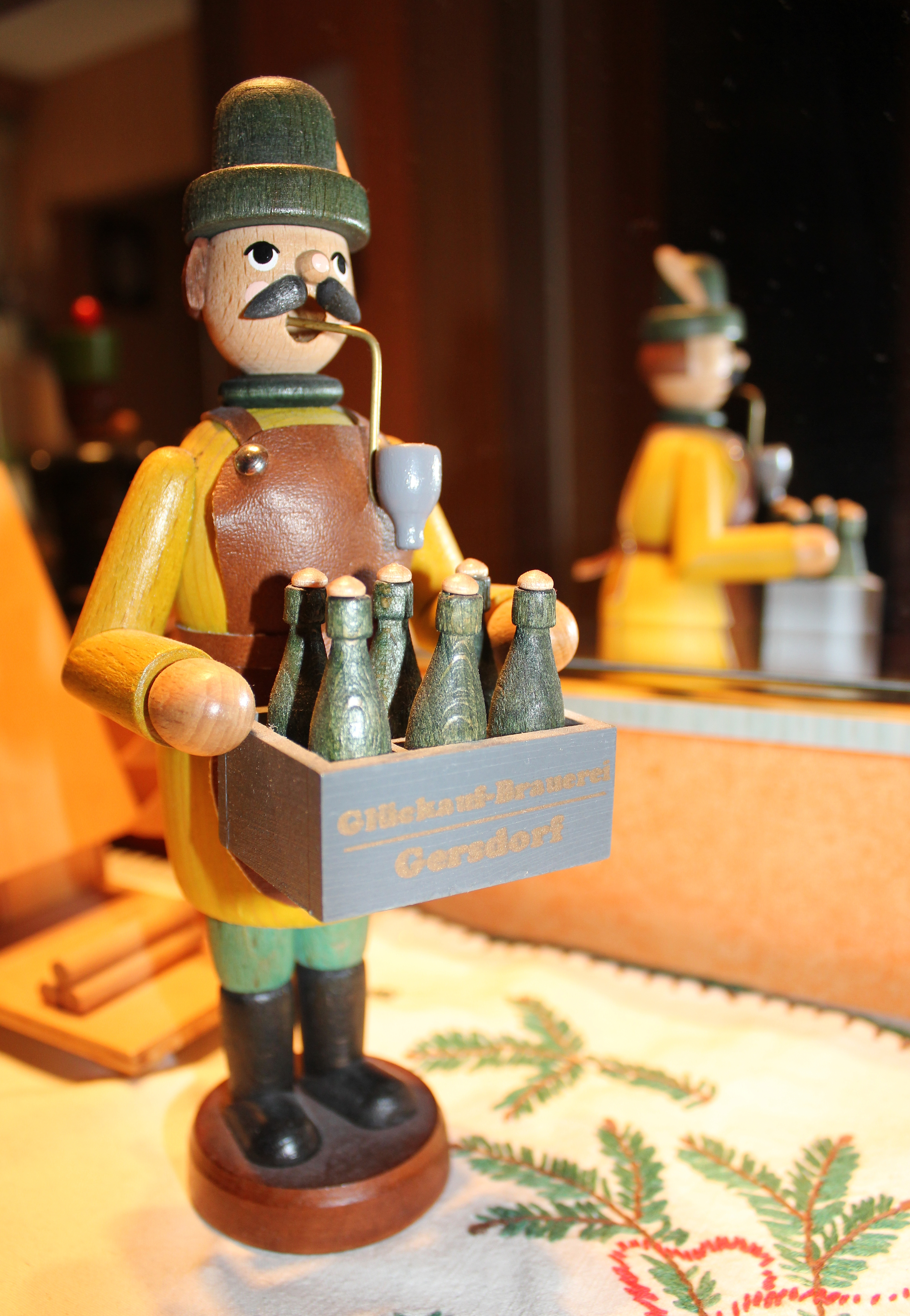
Räuchermann aus Gersdorf

Der Räuchermann, auch Räuchermännchen, erzgebirgisch Raachermannel, sächsisch Räuschormännl, vogtländisch Raechrmännle, dient zum Abbrennen von Räucherkerzen und ist eine Erfindung der Spielzeugmacher aus dem Erzgebirge.

## Geschichte

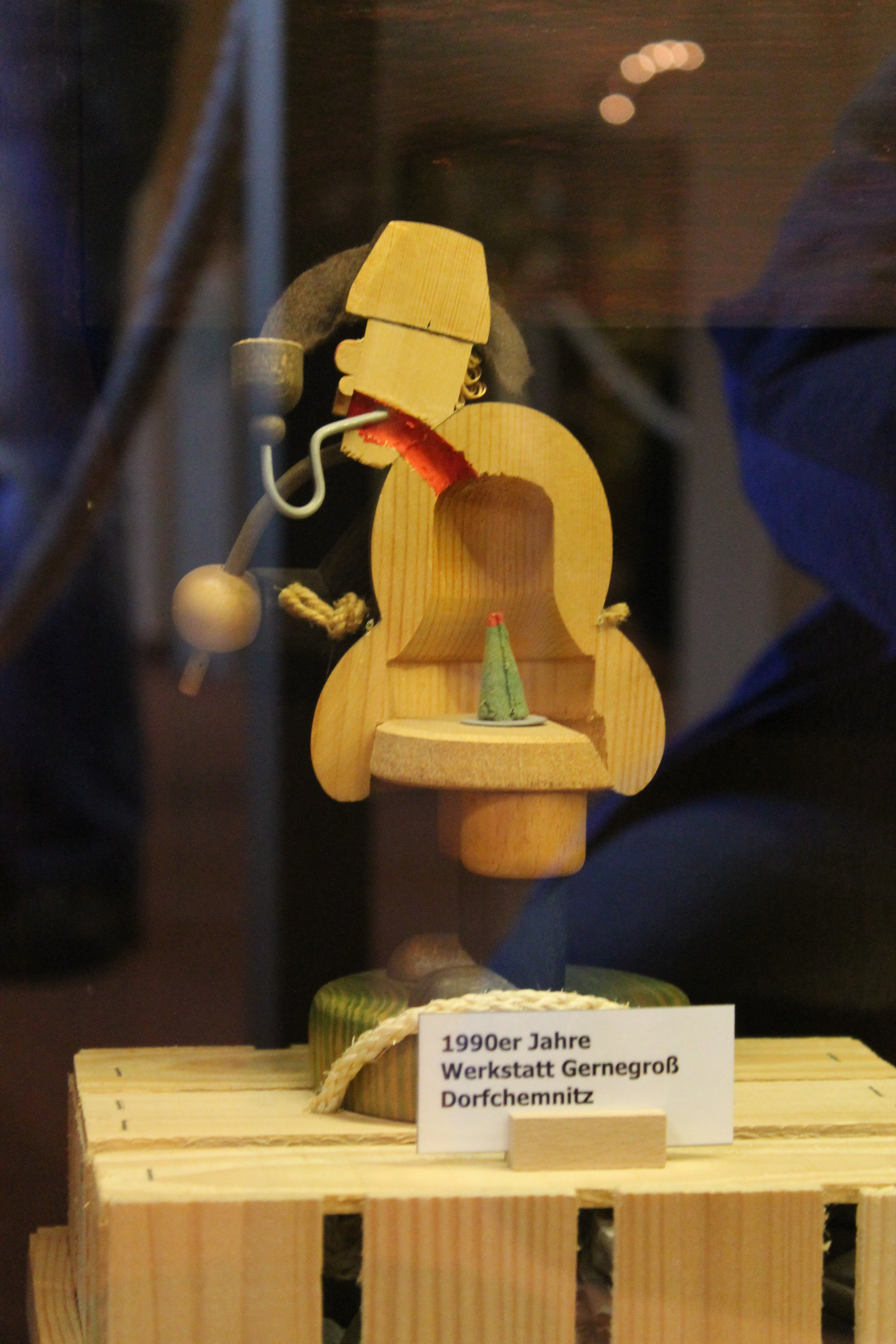
Schnitt durch ein Räuchermännchen

Der Räuchermann wurde um 1830 erstmals erwähnt, seine Herstellung und sein Gebrauch sind heute ein fester Bestandteil der erzgebirgischen Volkskunst und des erzgebirgischen Brauchtums der Weihnachtszeit. Dazu wird eine angezündete Räucherkerze auf den unteren Teil der zweigeteilten Holzfigur gestellt. Der obere Teil ist ausgehöhlt und wird auf den ersten Teil gesteckt. Die Räucherkerze brennt im Inneren des meist gedrechselten Räuchermannes ab, der Rauch steigt dabei nach oben und tritt aus dem Mundloch aus. Vor der Erfindung des Räuchermanns stellten die Erzgebirger die Räucherkerzen offen hin.
Räuchermännchen werden zur Advents- und Weihnachtszeit, zusammen mit Schwibbogen, Bergmann, Engel und Pyramide aufgestellt.
Das 1937 von Erich Lang geschaffene Lied ’s Raachermannel besingt die Figur.

## Herstellung
Räuchermänner werden aus heimischen Laubhölzern wie Birke, Buche, Linde, Erle und Ahorn gedrechselt, zudem kommt Nadelholz wie Fichte zum Einsatz. Zuerst wird ein Prototyp gefertigt. Die Vorbereitung erfolgt, indem „Lehren“ produziert werden, anhand derer verglichen werden kann, ob das jeweilige Werkstück in seinen Maßen dem Prototyp entspricht. Die einzelnen Teile des Räuchermannes können nun gedreht, gefräst und zugesägt werden. Die Kleinteile werden mittels Drechselautomaten hergestellt. Danach erfolgt die Trommellackierung. Abschließend werden die Einzelteile miteinander verleimt und Details wie Gesicht und Verzierungen von Hand bemalt.
Mittlerweile werden zahlreiche Räuchermännchen, die schon für „kleines Geld“ erstanden werden können, nicht mehr im Erzgebirge, sondern in Billiglohnländern hergestellt. Der Verband der Erzgebirgischen Kunsthandwerker und Spielzeughersteller e. V. hat aus diesem Grund im Jahr 2006 zusammen mit der DREGENO Seiffen e.G., der Gemeinde Seiffen und dem Tourismusverein Seiffen e. V. die Kampagne „Original statt Plagiat“ ins Leben gerufen.

## Varianten
Räuchermännchen gibt es in den unterschiedlichsten Ausführungen, die meist Berufe der Region zum Thema haben. So finden sich neben Förstern, Hausierern und anderen Berufsgruppen traditionell vor allem Rastelbinder, Bergleute, Soldaten und Kloßfrauen. Neben stehenden Figuren gibt es Kantenhocker, die auf Tisch- oder Möbelkanten gesetzt werden, oder kleine Szenarien mit mehreren Räuchermännchen auf einer Grundplatte, wie die Drei Skatspieler. Moderne Fertigungsmethoden ermöglichen darüber hinaus Räuchermännchen, bei denen der Rauch beispielsweise über eine Kaffeekanne oder einen Topf mit Klößen austritt.

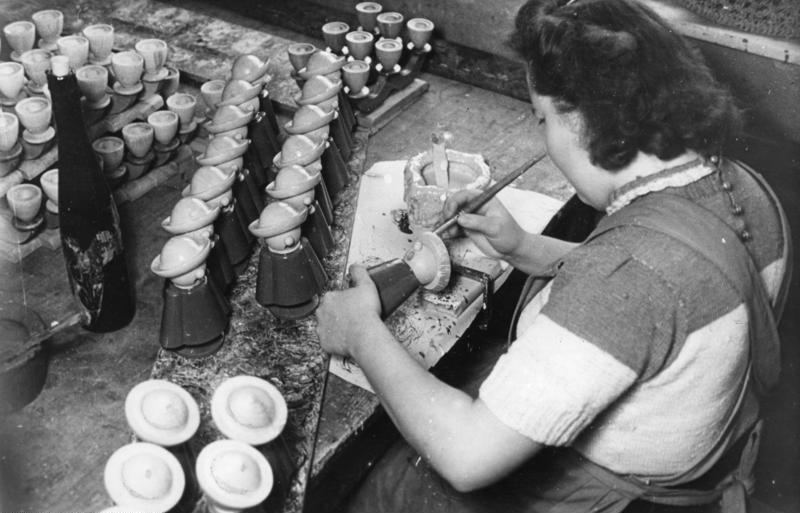
Bemalen von Räuchermännern in Seiffen, 1947
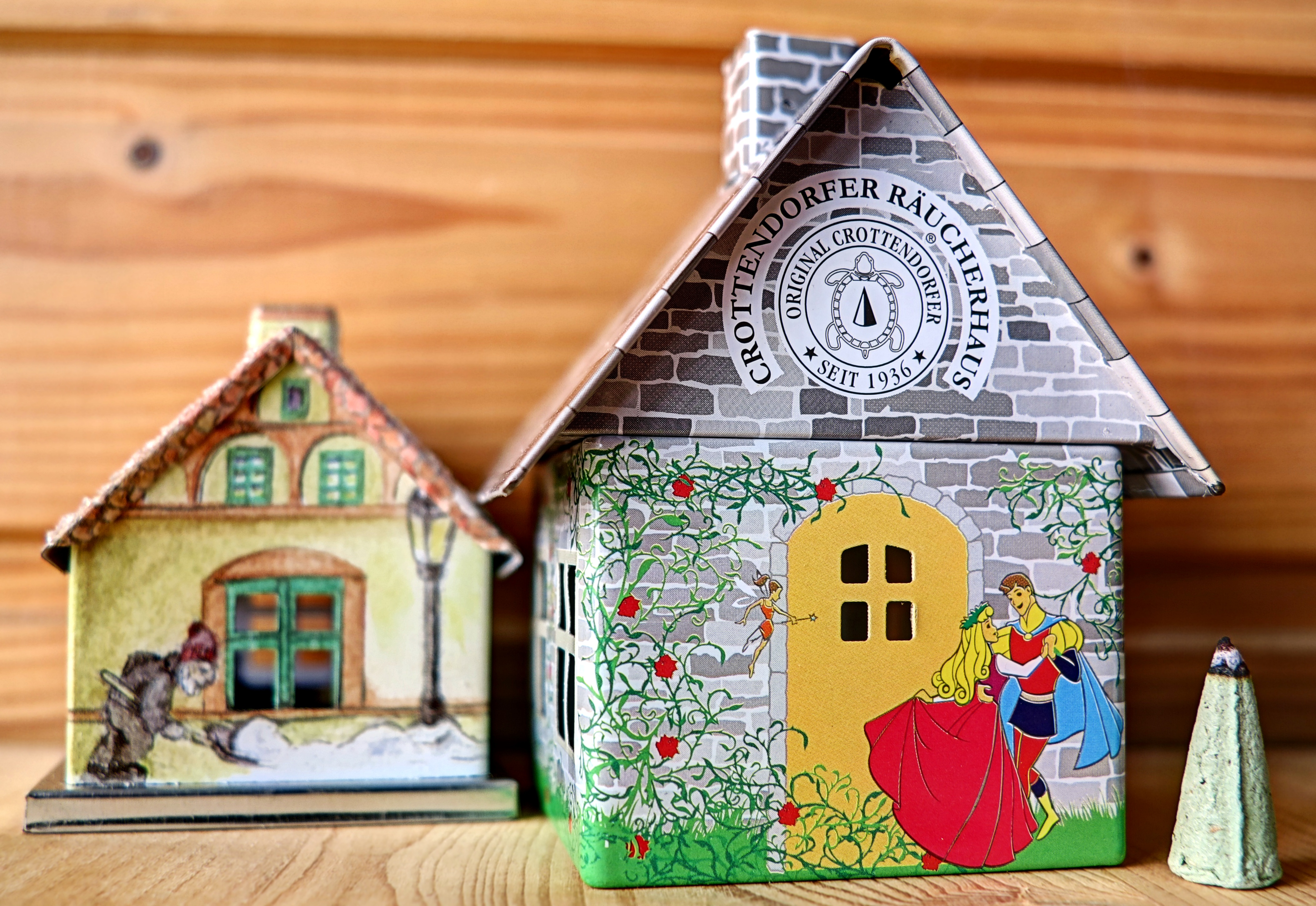
Räucherhäuschen aus Blech
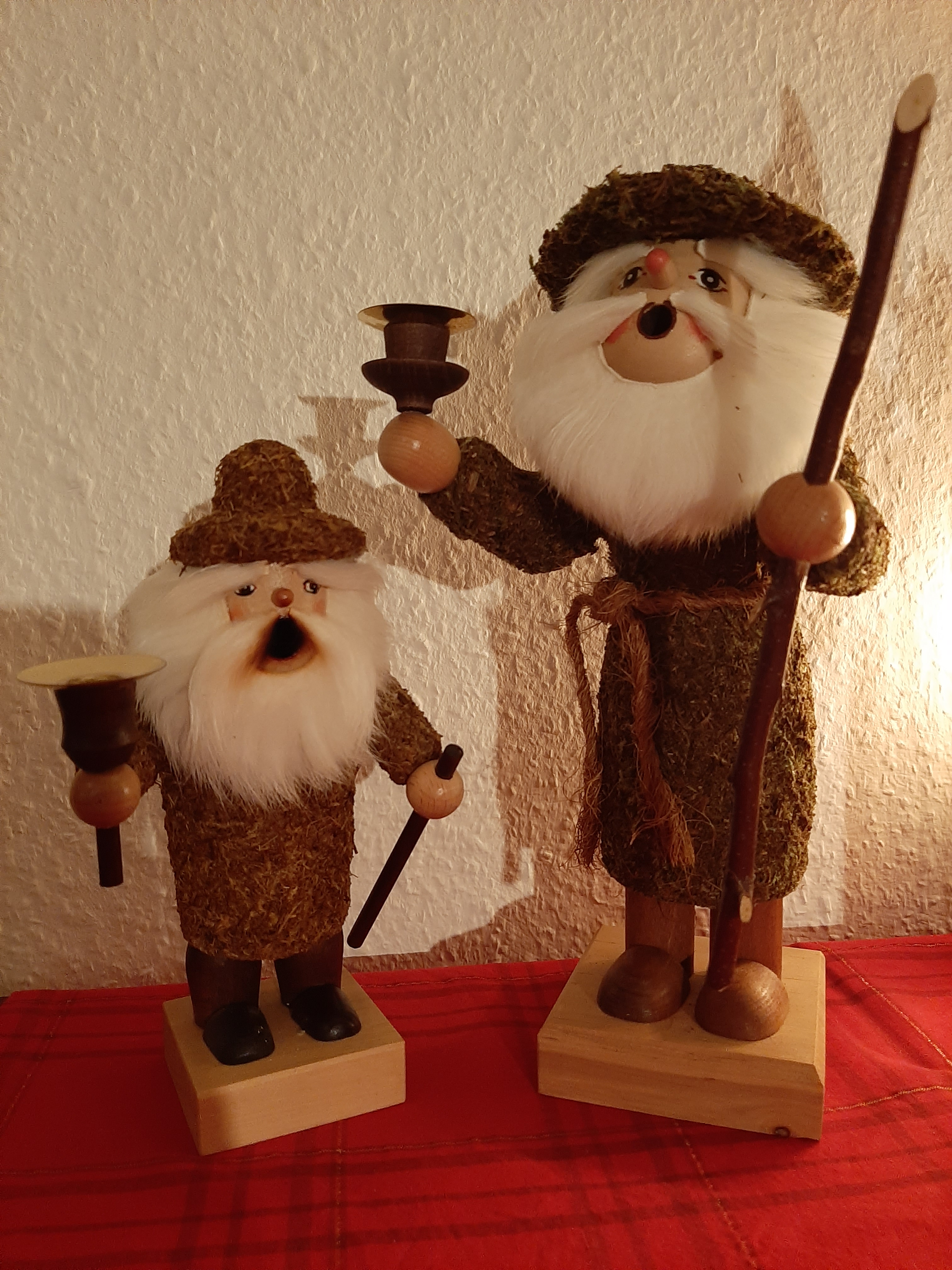
Zwei Moosmänner als Räuchermännchen
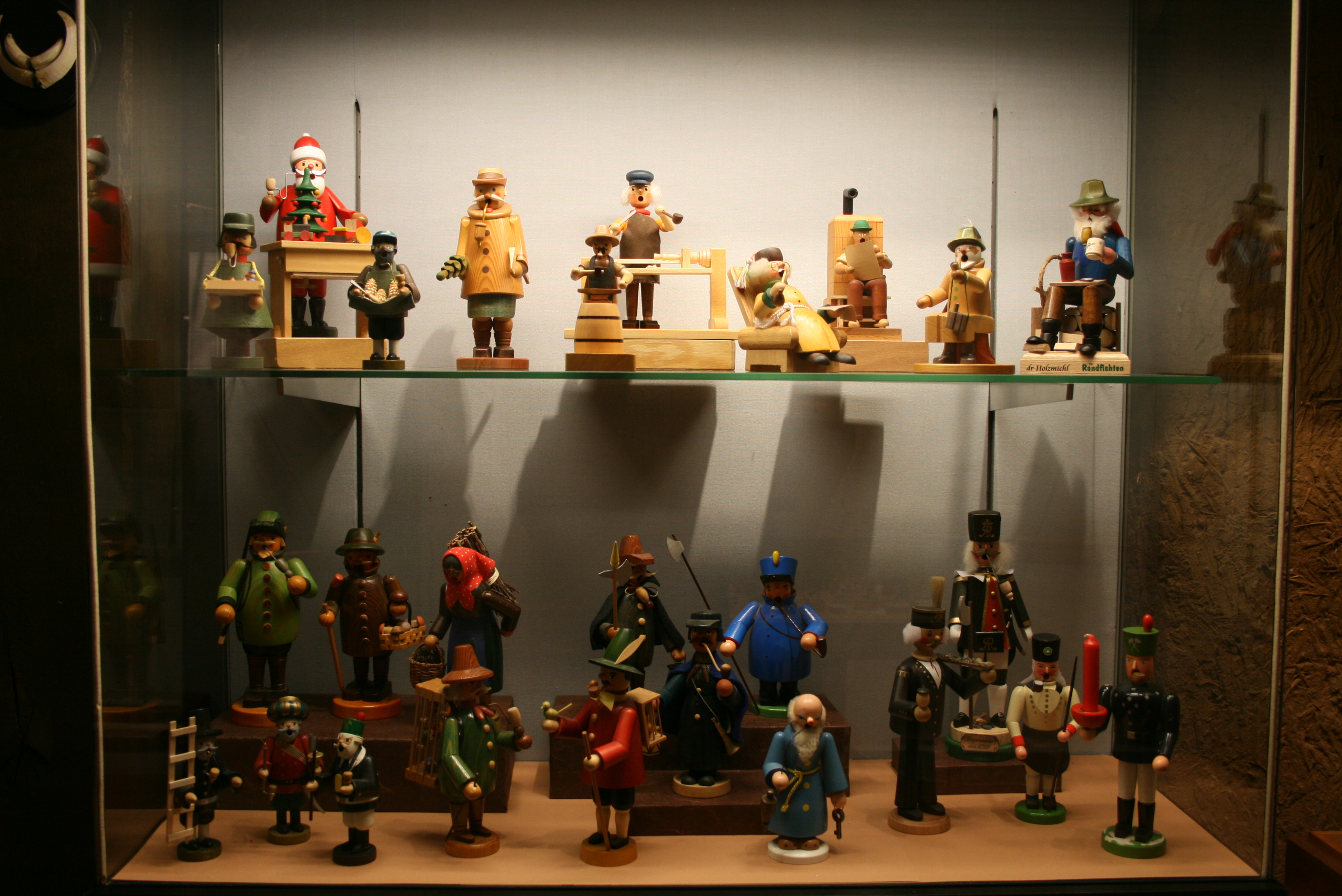
Räuchermänner in der Ausstellung eines Museums

### Räucherhaus
Verschiedene Hersteller bieten als Alternative zu den traditionellen Räuchermännchen sogenannte Räucherhäuschen an, die ebenfalls schon im 19. Jahrhundert bekannt waren. Als Material finden hierfür Holz oder Blech Verwendung. Meistens kann zur Einbringung der Räucherkerze das Dach abgehoben werden. Gestalterisch zeigen sich vorwiegend winterliche, weihnachtliche, aber auch märchenorientierte Motive. Teilweise erfolgt eine kombinierte Darstellung von Räucherhäuschen und Pyramiden. Eine Besonderheit stellen jene Räucherhäuschen dar, bei denen die brennenden Räucherkerzen „kopfüber“ eingebracht werden. Die Kegel brennen bei dieser Methode vollständig ab und hinterlassen nicht den üblichen schwärzlichen Schmierfilm auf der Brennunterlage.

### Moosmann
Als Pendant zum erzgebirgischen Räuchermann gewinnt im benachbarten oberen Vogtland das Moosmännel an Boden. Es verkörpert einen kleinwüchsigen Waldgeist, der armen Familien mit Naturalien aus dem Wald hilft, Laub in Gold verwandeln kann und nach der Sage besonders zur Weihnachtszeit auftritt. Als Figur wird er mit Werkstoffen aus dem Wald (Holz, Wurzeln, Flechten, Gräsern) hergestellt und als Lichterträger zur Volkskunst weiterentwickelt. Verbreitet sind im Ostvogtland auch Moosmänner als Räuchermänner.

### Sonstige Motive
In den letzten Jahren wurde das Prinzip des Räuchermannes auch auf andere Gegenstände übertragen. In der erzgebirgischen Volkskunst finden sich als „Räuchermotive“ mittlerweile auch Kachelöfen (oft in Verbindung mit einer Küchendarstellung), Dampflokomotiven, Motorräder, Pilze, Herzen, Kaffeekannen und Bäume (mit menschlichem Antlitz).

## Trivia
Das Räuchermännchenmuseum Cranzahl zeigt die Entwicklung, Herstellungsgeschichte und eine Auswahl verschiedene Räuchermännchenmodelle. Das kleinste und größte Räuchermännchen der Welt im Miniaturenpark Kleinwelka in Bautzen haben einen Eintrag im Guinness-Buch der Rekorde.